# Dammbach
Ne doit pas être confondu avec Dambach.
Dammbach est une commune allemande de Bavière, située dans l'arrondissement d'Aschaffenbourg et le district de Basse-Franconie.

## Géographie

Situation de Dammbach (en rouge) dans la communauté d'administration de Mespelbrunn (en violet) et dans l'arrondissement d'Aschaffenbourg

Dammbach est située dans le sud de l'arrondissement, à la limite avec l'arrondissement de Miltenberg, au cœur du massif du Spessart, à 29 km au sud-est d'Aschaffenbourg, le chef-lieu de l'arrondissement. Son point culminant est le Geishöhe à 521 m d'altitude.
Dammbach fait partie de la communauté d'administration de Mespelbrunn avec les communes de Mespelbrunn et Heimbuchenthal.
Communes limitrophes (en commençant par le nord et dans le sens des aiguilles d'une montre) : Heimbuchenthal, Eschau et Altenbuch.

## Histoire

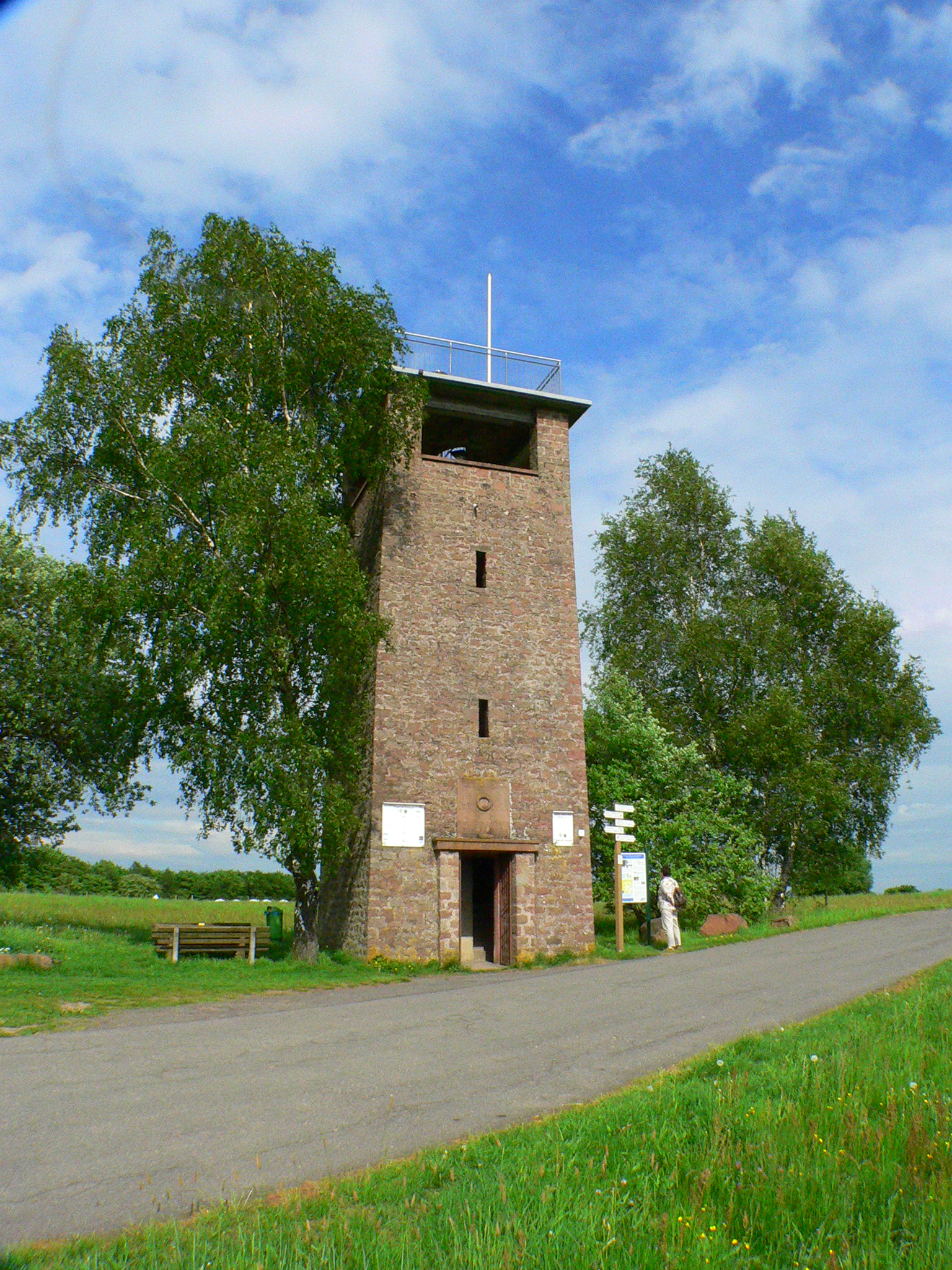
La Kellerturm au sommet du Geishöhe

La première mention du village date de 1241.
La commune est née en 1976 de la réunion des communes de Wintersbach et Krauserbach, qui étant située toutes deux dans la vallée de la rivière Dammbach prirent son nom pour la nouvelle commune.

## Démographie
| 1910  | 1933  | 1939  | 2003  | 2009  |
| ----- | ----- | ----- | ----- | ----- |
| 1 257 | 1 380 | 1 388 | 1 937 | 1 811 |